# Prohylesia rosalinda
Prohylesia rosalinda är en fjärilsart som beskrevs av Max Wilhelm Karl Draudt 1929. Prohylesia rosalinda ingår i släktet Prohylesia och familjen påfågelsspinnare. Inga underarter finns listade i Catalogue of Life.